# 구아르데아
구아르데아(이탈리아어: Guardea)는 이탈리아 움브리아주 테르니도에 위치한 코무네다. 페루자로부터 남쪽 60km, 테르니로부터 서쪽 30km 거리에 있다.

## 자매 도시
- 프랑스 샹피녤